# Johann Heinrich Schervier

Johann Heinrich Schervier

Johann Heinrich Schervier (* 5. Januar 1784 in Aachen; † 26. Februar 1845 ebenda) war ein deutscher Kaufmann, Unternehmer und Politiker.

## Leben
Johann Heinrich Schervier wuchs als 10. Kind des Bürgerkapitains Johann Gerhard Schervier und seiner Frau Maria Elisabeth, geb. Thielen in Aachen auf. Er erlernte das Kupferschlägerhandwerk im Betrieb der Eltern.
1807 übertrugen seine Eltern ihm und seinem älteren Bruder Johann Josef den mit einem Kapital von 22.575 Reichsthaler bewerteten Kupferhof am Templergraben in Aachen und verpachteten ihnen die „obersten zwey Bäume“ der Buschmühle. Die Brüder gründeten zusammen mit Johann Adam Schleicher aus Stolberg, der ebenfalls aus einer alten Kupfermeisterfamilie stammte, ein weiteres Unternehmen auf der Buschmühle in Stolberg, zu dem Schleicher als Einlage den Gebrauch seiner beiden Hofmühlen in Stolberg, den dritten Teil seiner Galmeimühle und des Plutschhammers sowie seine Ofenhäuser zur Verfügung stellte.
Im gleichen Jahr heiratete Johann Heinrich Schervier Maria Gertrudis Theresia Priem. Sie starb nach Geburt ihrer ersten Tochter ein Jahr später.
1811 heiratete er ein zweites Mal, nun die aus Charleville-Mézières stammende Französin Maria Aloysia (Louise) Victoire Migeon, Tochter des dortigen Schmiedemeisters, Fabrikanten und späteren Bürgermeisters Jean-Baptiste Migeon. Sie bekamen sechs Kinder.

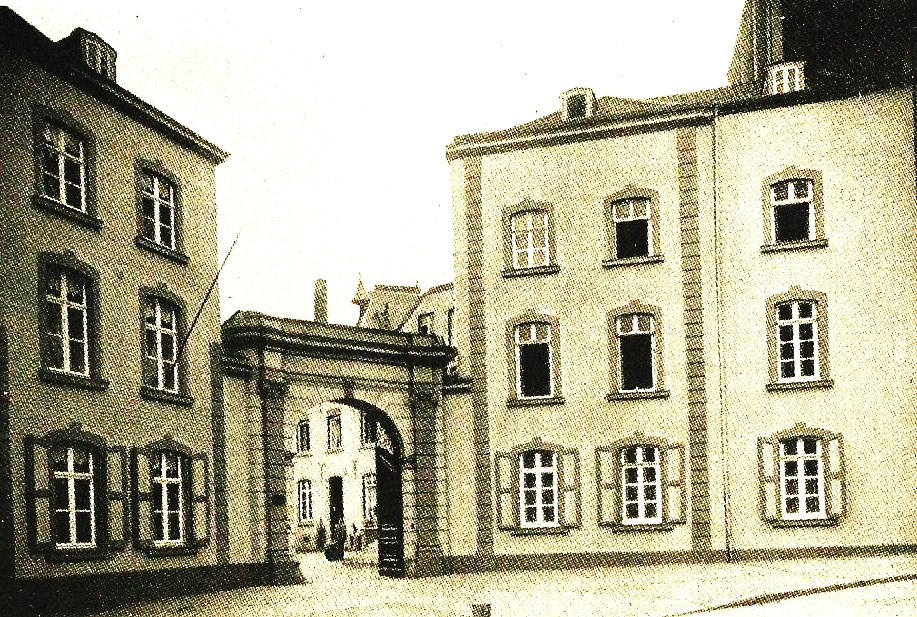
Der ehemalige Klosterrather Hof um 1900

Mit seinem Schwager Jean-Baptiste, dessen Bruder Jean Vincent Migeon sowie seinem Bruder Johann Josef Schervier gründete er im gleichen Jahr die Firma „Migeon et Schervier frères“. Dabei brachten die Franzosen ihre Aachener Näh- und Stecknadelfabrik „Migeon frères“ im Hause Elfschornsteinstraße, genannt „das Klosterrather Refugium“, ein. Diese Fabrik war 1804 vom Aachener Bürger Laurenz Jecker gegründet worden, nachdem er den von Napoleon verstaatlichten ehemaligen Besitz der Abtei Klosterrath für 13.000 frcs. erworben hatte. Der Betrieb wurde nun mit dem gesamten Inventar und den Maschinen mit 130.900 frcs. bewertet. Die Brüder Schervier stellten 180.000 frcs. und Messingdraht aus ihrem Stolberger Betrieb zur Verfügung. Die kaufmännische Leitung des Betriebes erfolgte durch Johann Heinrich, zu der Zeit auch „Jean Henry“ genannt, der hierfür eine freie Wohnung inkl. Betriebskosten sowie Jahresgehalt von 2.400 frcs. im Voraus erhielt. Sein älterer Bruder Joseph überwachte die Konstruktion des Werkzeugs, der Maschinen und der Werkstätten und erhielt ein Jahresgehalt von 1.200 frcs.
Das mit Johann Adam Schleicher gegründete Unternehmen in Stolberg wurde noch vor 1814 liquidiert, da Schleicher seinen Verpflichtungen nicht mehr nachgekommen war.
Nach dem Sturz Napoléons und dem Einrücken der Preußen wurde Johann Heinrich Schervier am 5. September 1814 zum Unterlieutenant im 2. Bataillon der Stadt Aachen ernannt.
Die Brüder Migeon zogen sich allmählich aus dem Betrieb nach Frankreich zurück. 1816 schied Jean Vincent ganz aus und die Brüder Schervier übernahmen zwei Drittel des Fabrikgrundstückes in der Elfschornsteinstraße und der zugehörigen Rechte, die bisher den Geschwistern Migeon allein gehört hatten.
Im Herbst 1818 besuchte der österreichische Kaiser Franz I. die Nadelfabrik. Er wurde auch Taufpate der am 3. Januar 1819 geborenen und später seliggesprochenen Tochter Franziska.
1823 zahlte Johann Heinrich Schervier die verbliebenen Teilhaber ganz aus und die Grundstücke und Gebäude gingen in alleinigen Besitz seiner Familie über. Der von seinem Vater geerbte vormalige Kupferhof am Templergraben wurde wenige Jahre später als Tuchfabrik umgerüstet, in der sich ab 1830 zunächst die Tuchfabrik Hergett in einem Trakt einquartierte und sich den Gesamtkomplex ab 1839 mit der Tuchfabrik Marx & Auerbach aufteilte.
Ab 1830 war Schervier ehrenamtlicher beigeordneter Bürgermeister der Stadt Aachen.
1845 starb er mit 59 Jahren an einem „Stickflusse“, nachdem ihm seine Frau bereits 1832 in den Tod vorangegangen war. Johann Heinrich Schervier fand seine letzte Ruhestätte in der Familiengruft auf dem Aachener Ostfriedhof.